# 무언의 목격자 (영화)
《무언의 목격자》(영어: Mute Witness, 독일어: Stumme Zeugin, 러시아어: Немой свидетель)는 1995년 공개된 공포 스릴러 영화이다.

## 줄거리
말을 못하는 특수 효과 분장사 빌리는 언니 캐런의 남자친구 앤디가 감독하는 저예산 슬래셔 영화 모스크바 촬영장에서 일하고 있다. 하루는 다음 날 촬영을 준비하려고 도구를 찾으러 촬영장에 갔다가 실수로 촬영장 안에 갇히고 만다. 빌리는 캐런에게 도움을 요청하며 모스 부호로 통화를 하던 중 싸구려 포르노 영화 촬영 제작팀이 들어오는 것을 목격한다. 숨은 채로 촬영 현장을 지켜보며 즐기던 빌리는 성관계가 가학 성향을 띠다가 가면을 쓴 남자 배우가 칼을 꺼내 여자 배우를 찔러 죽이는 대목에서 기겁을 하면서 존재를 들키고 만다.
도망친 빌리를 캐런이 찾아내고 경찰도 도착하지만, 포르노 영화 감독은 빌리가 목격한 것이 전부 특수 효과에 불과하다는 설명으로 빠져나간다. 그러나 모스크바에서 은밀히 진행되는 국제적인 스너프 필름 촬영에 대한 소문을 들은 바 있는 라르센 형사는 빌리의 진술이 어느 정도 진실을 담보하고 있다고 믿는다. 이 스너프 필름의 물주인 배후 인물 “더 리퍼”는 촬영팀에게 빌리를 제거하라고 명한다.

## 출연진
- 마리나 주디나 - 빌리 휴스 역
- 페이 리플리 - 캐런 휴스 역
- 올레크 얀콥스키 - 모스크바 경찰서 알렉산드르 라르센 형사 역
- 에번 리처즈 - 앤디 클라크 역
- 앨릭 기니스 - “더 리퍼” 역

## 우리말 녹음
KBS 성우진
2001년 8월 11일 토요명화에서 방영했다.
- 최덕희 - 캐런 (페이 리플리)
- 김관진 - 앤디 (에번 리처즈)
- 장광 - 라르센 (올레크 얀콥스키)
- 탁원제
- 노민
- 서윤석
- 성완경
- 정현경